# Municipio de Golden Valley (Carolina del Norte)
El municipio de Golden Valley (en inglés: Golden Valley Township) es un municipio ubicado en el  condado de Rutherford en el estado estadounidense de Carolina del Norte. En el año 2010 tenía una población de 1.013 habitantes.

## Geografía
El municipio de Golden Valley se encuentra ubicado en las coordenadas 35°31′58.45″N 81°47′38.36″O / 35.5329028, -81.7939889.